# Estadio Vasco da Gama
El Estadio Vasco da Gama, más conocido como São Januário debido a su localización, por estar en la calle del mismo nombre en la ciudad brasileña de Río de Janeiro, es un estadio de fútbol que pertenece al Club de Regatas Vasco da Gama. Fue inaugurado el 21 de abril de 1927 con un partido entre Vasco y Santos, con victoria visitante. Su fachada es considerada como parte del Patrimonio Histórico y Artístico Nacional del Brasil. Tiene una capacidad aproximada de 21 880 espectadores sentados.

## Historia
Durante los primeros años, el Vasco utilizaba estadios alquilados hasta que en 1923 con el ascenso a primera división se decidió construir un estadio propio, ya que era requisito para participar en la máxima categoría.
Entre el 1927 y el 1950 (año de construcción del Maracaná), el estadio fue el más grande de la ciudad. También fue el más grande del país hasta 1940, cuando se construyó el Pacaembú y el más grande de América del Sur hasta 1930, cuando se construyó el Centenario de Montevideo.
El primer juego en el estadio fue disputado por el local, Vasco da Gama y el Santos, el cual era una potencia para la época. El resultado fue de 5 a 3 para los visitantes, y el primer gol fue marcado por Evangelista.
La iluminación artificial fue inaugurada el 31 de marzo de 1928, en un partido entre el Vasco da Gama y el equipo uruguayo de Montevideo Wanderers y el partido con más goles fue en 1947, cuando el local venció 14 a 1.

### Otros usos
El expresidente del Brasil, Getúlio Vargas utilizó  el estadio para sus actos políticos.

## Características
El predio también cuenta con una sala de trofeos del club, un natatorio y un gimnasio, además de un hotel y un colegio, una capilla y una tienda del principal patrocinador del club, Kappa.

## Selección brasilera
La Selección de fútbol de Brasil ha hecho de local veintitrés veces en el estadio. Su primera aparición fue contra el equipo argentino, en el cual perdió por 5 a 1.

## Reconocimientos

### Estadios de la Copa América
El estadio ocupa un lugar entre los doce escenarios vigentes de América del Sur con más partidos organizados por la Copa América.
| N.º | Estadio                  | Ciudad                   | Ediciones                                                   | Partidos realizados |
| --- | ------------------------ | ------------------------ | ----------------------------------------------------------- | ------------------- |
| 1°  | Julio Martínez Prádanos  | Santiago de Chile, Chile | Copa América 1941, 1945, 1955, 1975, 1979, 1983, 1991, 2015 | 74                  |
| 2°  | Centenario               | Montevideo, Uruguay      | Copa América 1942, 1956, 1967, 1975, 1979, 1983, 1995       | 65                  |
| 3°  | Nacional                 | Lima, Perú               | Copa América 1953, 1957, 1975, 1979, 1983, 2004             | 55                  |
| 4°  | Antonio Vespucio Liberti | Buenos Aires, Argentina  | Copa América 1946, 1959, 1979, 1983, 1987, 2011             | 35                  |
| 5°  | George Capwell           | Guayaquil, Ecuador       | Copa América 1947, 1993                                     | 30                  |
| 6°  | Hernando Siles           | La Paz, Bolivia          | Copa América 1963, 1979, 1983, 1997                         | 21                  |
| 7°  | Das Laranjeiras          | Río de Janeiro, Brasil   | Copa América 1919, 1922                                     | 18                  |
| 8°  | Félix Capriles           | Cochabamba, Bolivia      | Copa América 1963, 1997                                     | 17                  |
| 9°  | Defensores del Chaco     | Asunción, Paraguay       | Copa América 1975, 1979, 1983, 1999                         | 16                  |
| 10° | Maracaná                 | Río de Janeiro, Brasil   | Copa América 1979, 1983, 1989, 2019, 2021                   | 15                  |
| 11° | Vasco da Gama            | Río de Janeiro, Brasil   | Copa América 1949                                           | 14                  |
| 12° | Gran Parque Central      | Montevideo, Uruguay      | Copa América 1923, 1924                                     | 12                  |